# 格林伍德鎮區 (伊利諾伊州麥克亨利縣)
格林伍德鎮區（英語：Greenwood Township）是位於美國伊利諾伊州麥克亨利縣的一個行政鎮區。

## 地方資料
根據2010年美國人口普查的數據，格林伍德鎮區的面積為92.70平方千米，當中陸地面積為91.30平方千米，而水域面積為1.40平方千米。當地共有人口13905人，而人口密度為每平方千米150人。